# Rudtjärnen (Anundsjö socken, Ångermanland, 705881-159243)
Rudtjärnen är en sjö i Örnsköldsviks kommun i Ångermanland och ingår i Moälvens huvudavrinningsområde.